# Liste geplanter und im Bau befindlicher Gaskraftwerke in Deutschland
Die folgende Liste enthält geplante und in Bau befindliche Gaskraftwerke in Deutschland. Infolge starker Überkapazitäten im deutschen und europäischen Kraftwerkspark und der sich u. a. daraus ergebenden sehr niedrigen Börsenstrompreise, ruhen aktuell die meisten konventionellen Kraftwerksprojekte, da die Wirtschaftlichkeit aktuell häufig nicht mehr besteht. Dies trifft im Besonderen auf Gaskraftwerke zu, die in der Einsatzreihenfolge der Kraftwerke, der sog. Merit-Order, erst sehr spät zum Zuge kommen und dementsprechend sinkende Betriebsstunden aufweisen.
Alle Gaskraftwerke setzen Erdgas als Brennstoff ein.
| Standort                              | Bundesland          | Netzbetreiber | MWel (brutto) | Antragsteller/ Betreiber  | Inbetriebnahme (geplant) | Status                                               | Quellen                     |
| ------------------------------------- | ------------------- | ------------- | ------------- | ------------------------- | ------------------------ | ---------------------------------------------------- | --------------------------- |
| Kraftwerk Arzberg (Neubau)            | Bayern              | ?             | 400–450       | E.ON                      | ?                        | In Planung                                           | [ 1 ] [ 2 ]                 |
| Bocholt (Neubau)                      | Nordrhein-Westfalen | ?             | 415           | GDKW Bocholt Power        | ?                        | In Planung                                           | [ 3 ]                       |
| Kraftwerk Heilbronn (Neubau)          | Baden-Württemberg   | Transnet BW   | 750           | EnBW                      | 2026                     | In Bau                                               | [ 4 ] [ 5 ]                 |
| Chempark Krefeld-Uerdingen (Neubau)   | Nordrhein-Westfalen | ?             | 1200          | Trianel                   | ?                        | In Prüfung                                           | [ 6 ] [ 7 ]                 |
| GuD Chemiepark Leverkusen (Neubau)    | Nordrhein-Westfalen | ?             | 570           | STEAG                     | ?                        | Im Genehmigungsverfahren                             | [ 8 ] [ 9 ] [ 10 ]          |
| Ludwigsau (Neubau)                    | Hessen              | ?             | 1100          | ?                         | ?                        | z. Zt. keine Investoren                              | [ 11 ] [ 12 ] [ 13 ] [ 14 ] |
| GUD-Kraftwerk Oberrhein (Neubau)      | Baden-Württemberg   | ?             | bis 1200      | Trianel                   | nach 2020[veraltet]      | In Planung                                           | [ 15 ] [ 16 ] [ 9 ]         |
| Premnitz (Neubau)                     | Brandenburg         | ?             | 400           | Alpiq Holding             | ?                        | z. Zt. keine Investoren                              | [ 17 ] [ 18 ]               |
| Heizkraftwerk Wedel (Ersatzbau)       | Schleswig-Holstein  | ?             | ca. 470       | Vattenfall Europe         | ?                        | In Planung                                           | [ 19 ]                      |
| GuD Wolfsburg West 1/2 (Ersatzbau)    | Niedersachsen       | ?             | 2× 141        | Volkswagen AG             | 2022                     | In Bau                                               |                             |
| Wustermark (Neubau)                   | Brandenburg         | ?             | 1200          | Wustermark Energie        | ?                        | Planung vorerst eingestellt, z. Zt. keine Investoren | [ 20 ] [ 21 ]               |
| Kernkraftwerk Gundremmingen (Neubau)  | Bayern              | Amprion       | -             | RWE Generation            | 2022                     | In Planung                                           | [ 9 ]                       |
| Kraftwerk Marbach IV (Neubau)         | Baden-Württemberg   | Transnet BW   | 300           | EnBW                      | 3. Quartal 2024          | In Planung, bnBm nach § 11 Abs. 3 EnWG               | [ 22 ] [ 23 ]               |
| Gersteinwerk L (Neubau)               | Nordrhein-Westfalen | Amprion       | bis 1300      | RWE Generation            | ?                        | geplant; Bauvorbescheid liegt vor                    | [ 24 ]                      |
| Gemeinschaftskraftwerk Hanau          | Hessen              | ?             | 30            | Mainova, Stadtwerke Hanau | Juli 2024                | In Planung, Bau durch Engie Deutschland              | [ 25 ]                      |
| Gas- und Dampfanlage Scholven         | Nordrhein-Westfalen | ?             | 150           | Uniper                    | 2023                     | In Bau                                               | [ 26 ]                      |
| Chemie Park Marl Neubau 3 GuD Anlagen | Nordrhein-Westfalen | Amprion       | 90            |                           | 2022                     |                                                      | [ 27 ]                      |
| Infraserv Höchst Neubau 2 GuD Anlagen |                     |               |               |                           |                          |                                                      |                             |